# Бобрик, Александр Романович
Александр Романович Бобрик (4 декабря 1927, Готковичи — 1981, Готковичи, Минская область) — бригадир полеводческой бригады колхоза «Светлый путь» Молодечненского района Минской области, Белорусская ССР. Герой Социалистического Труда (1971).
С 1957 года — шофёр, с 1963 года — бригадир полеводческой бригады, с 1978 года — заместитель начальника производственного участка № 1 колхоза «Светлый путь» Молодечненского района.
Указом Президиума Верховного Совета СССР от 8 апреля 1971 года за успехи в развитии сельскохозяйственного производства был удостоен звания Героя Социалистического Труда с вручением ордена Ленина и золотой медали «Серп и Молот».